# Кавказская кампания Русско-турецкой войны (1877—1878)
Кавказская кампания Русско-турецкой войны 1877—1878 — действия русской армии в Закавказье во время Русско-турецкой войны (1877—1878).

## Дислокация
Войска русского действующего корпуса, собранные на границах Азиатской Турции, в начале апреля 1877 года располагались: главные силы — до 30 тысяч — стояли у Александрополя; Ахалцыхский отряд (до 7 тысяч) генерал-лейтенанта Девеля — у Ахалкалак; Эриванский отряд (до 11,5 тысяч) генерал-лейтенанта Тергукасова — у Игдыря. Во главе действующего корпуса стоял генерал-адъютант Лорис-Меликова. Кроме того, особый Кобулетский отряд генерал-майора Оклобжио находился у Озургет, имея незначительные посты по Черноморскому побережью.
Главнокомандующий турецкими силами в Малой Азии Ахмед Мухтар-паша ко дню объявления войны имел в своём распоряжении всего 25—30 тысяч, считая и гарнизоны крепостей. Но сверх того, в Батуме находилось почти такое же число войск под начальством Дервиш-паши.

## Апрель — май 1877
12 (24) апреля началось наступление русских войск на всех фронтах: главные силы небольшими переходами подвигались к Карсу и 16 (28) апреля сосредоточились на позиции у Енгикея. Мухтар ещё накануне ушёл из крепости, имея при себе 7 батальонов и, отступая перед посланными на разведки русскими конными отрядами, успел уйти за Саганлугский горный хребет. Между тем Девель приблизился к Ардагану, который оказался столь сильно укреплённым, что для содействия к овладению им была выделена часть главных сил действующего корпуса под командованием генерал-лейтенанта Геймана.
5 (17) мая взят Ардаган, где оставлен отряд полковника Комарова, и этим пресечено было прямое сообщение Батума с Карсом. Тем временем Кобулетский отряд, наступая от Озургет к Батуму, 14 (26) апреля занял высоты Муха-Эстате, а 29 апреля (11 мая) — высоты Хуцубани. Положение Мухтара в это время было трудное: в непосредственном распоряжении его находилось лишь около 12,5 тысяч, расположенных у Зивина и в Алашкертской долине и составлявших единственное прикрытие важнейшего пункта — Эрзурума. Но с половины мая к туркам стали подходить подкрепления, и к концу месяца они имели на линии Ольты — Зивин — Делибаба уже около 30 тысяч.
После взятия Ардагана главные силы русских войск сосредоточились к 12 (24) мая на северо-восточной стороне Карса. Для установления блокады крепости в ожидании прибытия осадной артиллерии, а также ввиду настойчивых слухов о предстоявшем наступлении Мухтара, войска разделены были на 2 отряда: один, под начальством Девеля, оставлен под Карсом; другой, Геймана, должен был двинуться за Саганлуг, дабы воспрепятствовать наступлению Мухтара к Карсу и, если возможно, разбить его и тем оказать содействие Тергукасову, наступавшему по Алашкертской долине и находившемуся в это время в совершенно изолированном положении.
Эриванский отряд, так же как и прочие, 12 (24) апреля перешёл границу. Впереди при движении отряда находился кавалерийский авангард (3500 всадников и 16 орудий конной артиллерии) под командованием генерал-майора князя Амилохвари. 17 (29) апреля авангард русских войск подошёл к Баязету. Узнав об этом, турецкий гарнизон покинул Баязет и отступил к Вану.
7 (19) мая авангард Эриванского отряда выступил из Баязета к Вану навстречу Ванскому отряду Фаик-паши. В Баязете были оставлены 2-й батальон 74-го пехотного Ставропольского полка 19-й пехотной дивизии, две роты 73-го пехотного Крымского полка той же дивизии, одна сотня 1-го Уманского и одна сотня 2-го Хопёрского казачьего полков, две сотни Елизаветпольского конно-иррегулярного полка, 4-й взвод (2 орудия) 4-й батареи 19-й артиллерийской бригады и передвижной госпиталь.
Затем авангардом Эриванского отряда был занят Сурп-Оганес; но ход событий под Ардаганом и Карсом принудил его оставаться в выжидательном положении до 22 мая (3 июня), что дало начальнику Ванского отряда Фаику-паше возможность собрать и организовать ополчение.
22 мая (3 июня) Тергукасов, получив от Лорис-Меликова приказание привлечь на себя внимание Мухтара, двинулся вперёд по Алашкертской долине и 29 мая (10 июня) занял Зейдекэн. Но здесь за оставлением значительной части своих сил на сообщениях, у него оказалось под рукой всего 7 тысяч. Между тем опасность стала ему угрожать с тыла, так как Фаик-паша перешёл в наступление и 2 (14) мая находился уже в одном переходе от Баязета.

### Действия Кобулетского отряда
Кобулетский отряд 29 апреля сбил с позиции на высоте Хуцубани 4-тысячный отряд турок, получивших поддержку от вооруженного населения и флота, помогавшего ему огнем своей артиллерии. До крайности пересеченная гористая местность, покрытая густым лесом, весьма затрудняла действия российских войск, благодаря чему приходилось действовать медленно и осторожно.
Между тем жители Кобулетии, вооруженные турками скорострельными ружьями, беспрестанно беспокоили российские войска. В виду этого решено было отрезать их от сообщения с турками, а вместе с тем подготовить подступы к Цихисдзирской позиции, для чего овладеть высотой Самеба. 19 мая внезапным нападением двух российских колонн высота эта была взята. Впрочем, это мало подействовало на враждебных кобулетцев. Только решительные действия нескольких подвижных колонн, рассеявших отряды партизан, привели их к спокойствию, и они начали являться в российский лагерь и сдавать оружие.

## Лето 1877
Победа, одержанная Тергукасовым 4 (16) июня над войсками правого крыла армии Мухтара на Драмдаге, не имела важного значения, потому что Мухтар, в это время ещё не угрожаемый с фронта, мог снова усилить своё правое крыло. Между тем уже с 6 (18) июня Баязетская цитадель, занятая малочисленным русским гарнизоном, была окружена войсками Фаика (см. Баязетское сидение). К счастью, последний не воспользовался беззащитностью русской границы и не вторгся в Эриванскую губернию, где в это время оставались всего 2 роты.
4 (16) июня Тергукасов, после Сражения при Драмдаге, расположился у села Даяр и здесь 9 (21) июня был атакован главными силами Мухтара, но успешно отразил их. Известие о наступлении русских из-под Карса к Саганлугу помешало Мухтару повторить атаку, и он, отступив к Делибабе, принял выжидательное положение. Со своей стороны Тергукасов отошёл на Драмдаг и здесь тоже решился выждать развития операций колонны Геймана, о приближении коего он был уве́домлен.
Вскоре положение дел приняло неблагоприятный для русских оборот: 19 июня (1 июля) произошёл бой при Зивине, давший на довольно продолжительное время другой характер всему ходу кампании. Приближение к Карсу весьма значительных сил Мухтара (35 батальонов, 2 тысячи конницы, 32 орудия) заставило Лорис-Меликова снять блокаду крепости и опять отступить к Енгикею. Между тем Мухтар, предприняв движение к Карсу, отделил для действий против Эриванского отряда 12 батальонов под начальством Исмаил-паши. Однако Тергукасов, очутившийся теперь в весьма критическом положении, успел благополучно уйти от наседавшего на него неприятеля. 25 июня (7 июля) он был уже в русских пределах, а через два дня двинулся к Баязету, разбил окружавших цитадель турок и, присоединив к себе вырученный гарнизон, отступил к своей первой позиции у Игдыря.
Тем временем Исмаил-паша, остановившись у Диадина, некоторое время простоял в бездействии, а затем, присоединив к себе разбитые войска Фаика, занял Баязет, выдвинув авангард к Гюль-Тепе. Мухтар, послав ему приказание вторгнуться в Эриванскую губернию, с своей стороны, 2 (14) июля начал наступление по направлению на Александрополь, и армия его (53 батальона, 42 эскадрона, 56 орудий) заняла позиции на Аладжинских высотах (см. Аладжа) от деревни Визинкёв до горы Инах-Тепеси.
3 (15) июля русские главные силы отступили к Кюрюк-Даре и Паргету, выставив авангард у Башкадыклара. Вслед за тем на этом районе театра войны наступило продолжительное бездействие, вызванное тем, что обе стороны выжидали прибытия подкреплений. Между тем Тергукасов, вынужденный разбросать свои силы для обороны линии около 70 вёрст против отрядов Исмаила и Фаика, наконец, после нескольких нерешительных дел с противником, сосредоточил большую часть своих войск у Игдыря. На подкрепление ему послан был от главных сил отряд под начальством генерал-майора Цытовича. К главным же силам взамен того притянута большая часть войск из Ардагана. К началу августа стали подходить из России первые эшелоны 40-й пехотной дивизии, и Тергукасову послано было ещё 5 батальонов, а затем ещё новый отряд под начальством Девеля.
Последний, однако, ещё на дороге получил приказание возвратиться вследствие неблагоприятной перемены обстоятельств перед фронтом главных сил. Дело в том, что передовой пункт русской позиции — гора Кызыл-Тепе — в ночь на 13 (25) июля была неожиданно атакована и взята турками, и выбить их оттуда не удалось. За этим частным успехом не последовало, однако, общего наступления противника; Мухтар ограничился выдвижением вперёд центра и правого крыла, сосредоточив главную массу своих сил между деревней Хаджи-Валю и горой Инак. После этого он опять довольно долгое время оставался в бездействии. Исмаил же тем временем несколько раз предпринимал атаки на позицию Тергукасова, но не имел успеха.

## Осень 1877—1878
К 20 сентября (2 октября), по прибытии 1-й гренадерской дивизии, все ожидавшиеся из России подкрепления были налицо, и М. Т. Лорис-Меликов имел теперь под рукой 60 батальонов, 96 эскадронов и сотен и 240 орудий. Эти силы признаны были достаточными для решительной атаки укрепленной позиции Мухтара. В течение 20 сентября (2 октября), 21 сентября (3 октября) и 22 сентября (4 октября) произведён был ряд атак на Аладжинские высоты. Правое крыло выдвинулось вперёд, а в ночь на 27 сентября (9 октября) турки отошли с своих передовых позиций и заняли расположение, какое имели до 13 (25) августа. Оставленные неприятелем позиции были немедленно заняты русскими войсками, а чтобы не допустить Мухтара безнаказанно отступить в Карс, выработан был новый план атаки. Обходная колонна, порученная генералу Лазареву, должна была через Дигор выйти на сообщение турок, остальным же войскам одновременно атаковать их с фронта.
2 (14) октября Лазарев овладел высотами в тылу неприятеля, а Авлияр-Аладжинское сражение 3 (15) октября довершило полный разгром армии Мухтара, расстроенные остатки которой успели бежать в Карс. Сам Мухтар с некоторыми батальонами на следующее же утро ушёл из Карса к Зивину; но гарнизон крепости приготовился к энергической обороне.
Вслед за тем русские главные силы были разделены на 2 отряда: один — Лазарева — назначен для блокады Карса, другой — Геймана — для охранения страны между Карсом и Саганлугом. Тергукасову приказано неотступно преследовать Исмаила (которому Мухтар приказал присоединиться к нему для прикрытия путей на Эрзурум), и для содействия ему направлена была часть отряда Геймана.
Отступление Исмаила шло, однако, так поспешно, что он далеко ушёл от Эриванского отряда и 15 (27) октября успел соединиться с Мухтаром у Кёприкея. В тот же день Гейман занял Хоросан, а 21 октября (3 ноября) у Гасан-кала соединился с Тергукасовым. 23 октября (5 ноября) Мухтар был ими атакован и разбит в сражении при Деве-Бойну.
Когда бежавшие в беспорядке турецкие войска появились в Эрзуруме, то жители его, ожидая немедленного прибытия русских, уже стали готовиться встретить их с покорностью. Однако Гейман не счёл возможным преследовать неприятеля ночью по совершенно незнакомой местности. Только после 24 октября (6 ноября), когда турки уже несколько опомнились, он подошёл к Эрзуруму и предложил коменданту сдаться. Предложение было отвергнуто, и собравшиеся в крепости турецкие солдаты, приведённые уже в некоторый порядок и распределённые по фортам, изготовились к отпору. 27 октября (9 ноября) Гейман сделал новое предложение сдачи и, когда оно было также отвергнуто, в следующую же ночь попытался взять город штурмом, но был отбит. Эта неудача поставила русские войска в необходимость или оставаться на зиму перед крепостью, в самых неблагоприятных условиях, или же отступить, то есть потерять приобретённые уже выгоды. Остановились на первом решении. Отступил к Алашкерту только Эриванский отряд; прочие же войска расположились на открытой Пассинской равнине, кроме одной пехотной бригады с 3 батареями, оставленными на Деве-бойну.
Между тем отряд Лазарева, подошедший к Карсу, 13 (25) октября приступил к осадным работам, а 6 (18) ноября крепость была занята русскими войсками. После этого важного события главной целью действий представился Эрзурум, где укрывались остатки неприятельской армии и собраны были средства для формирования новых войск. Но тут союзниками турок явились наступившие холода и крайняя затруднительность доставки по горным дорогам всякого рода запасов. В стоявших перед крепостью войсках болезни и смертность достигли ужасающих размеров.
21 января (2 февраля) 1878 года заключено было перемирие, по условиям которого Эрзурум 11 (23) февраля передан русским войскам.
Во время войны, армянское население Армянских вилайетов, считало Россию «единственной надеждой на избавление от ужасных анархических условий жизни», просило о защите и своём «освобождении», а русские генералы отмечали преданность армянского населения Восточной Анатолии (Западной Армении) России. Русские войска, вошедшие Эрзурум, были встречены армянским населением как освободители. Армянское население оказывало всевозможную поддержку Русской армии. Формировались добровольческие отряды, участвовавшие в боевых действиях против турок

## Действия Ардаганского отряда
Во время военных операций у Аладжи и под Карсом Ардаганский отряд имел назначением охранять спокойствие в окрестностях Ардагана. После падения Карса отряд этот был усилен и начальнику его, полковнику Комарову, приказано двинуться к Арданучу и Артвину для утверждения русского влияния в долине реки Чорох и для облегчения предполагавшейся операции против Батума. Выделенные для этого войска, начав движение 2 декабря 1877 года, заняли Ардануч, а 9 декабря разбили турецкий отряд на позиции у Долис-Хана. Весть о перемирии остановила их у Артвина.

## Действия Кобулетского отряда с июня 1877 года
Кобулетский отряд, около середины июня уменьшенный в своём составе, получил строго оборонительное назначение и укрепился на Муха-Эстате, а стоявшие против него османские войска заняли высоты Хуцубани. 1 и 12 июля 1877 года они пытались сбить российский отряд с его позиции, но оба раза не имели успеха. 15 ноября Дервиш-паша отвёл свои войска за реку Кинтриши и остановился на высотах Цихисдзири. 18 января 1878 года Кобулетский отряд атаковал его, но был отражён, а 22 января получено известие о заключении перемирия.

## Боевые действия в Абхазии
Восточное побережье Чёрного моря тоже вошло в район военных действий, и здесь турки благодаря господству их флота могли распоряжаться почти беспрепятственно, так как прибрежных укреплённых пунктов не существовало. Для противодействия неприятельским десантам и поддержания спокойствия в стране находились лишь незначительные отряды в Туапсе, Сухуме, Поти и на Посту Святого Николая (в настоящее время Шекветили, Озургетский муниципалитет, Грузия). 30 апреля (12 мая) 1877 года до тысячи горцев (из числа эмигрантов 60-х годов) высадились у села Гудаута в Абхазии и возбудили волнения в местном населении, которому турецкие агенты щедро раздавали оружие.
1 (13) мая турецкая эскадра из 6 судов появилась перед Сухумом, и начальник тамошнего отряда, генерал-майор Кравченко, признав невозможность держаться, отступил к селу Ольгинскому. После двухдневного бомбардирования города новые силы горцев высадились у Сухума и у деревни Очамчира, после чего Кравченко отошёл ещё далее, за реку Кодор. Таким образом вся прибрежная полоса, от мыса Адлер до Кодора, очутилась во власти возмутившегося населения, поддерживаемого турецкими войсками, занявшими Сухум.
Для восстановления русской власти двинут был к Кодору отряд генерал-майора Алхазова, который, присоединив к себе войска Кравченко, 15 (27) июня атаковал горцев у Очамчиры; но неприятель при содействии турецкого флота отбил эту атаку. Затем ещё два отряда, полковника Шелковникова и генерал-майора Бабыча (из Кубанской области), направлены были к Сухуму. Туда же двинулся и генерал Алхазов, который, нанеся ряд поражений мятежникам, 16 (28) августа подошёл к Сухуму почти одновременно с Бабычем и Шелковниковым. Через три дня турки без боя очистили город и удалились на свои суда; волнения же в Абхазии вскоре прекратились.
Временное занятие Черноморского побережья неприятелем отразилось, однако, на Чечне и Дагестане, где тоже вспыхнули восстания, вследствие чего внутри Кавказа задержаны были две пехотные дивизии.
На море ввиду ничтожности средств немыслима была, конечно, открытая борьба с турецким флотом. Действия здесь ограничились отважными нападениями русских минных катеров на неприятельские суда в Сухумском и Батумском рейдах (12 (24) августа, 16 (28) декабря 1877 и 13 (25) января 1878), причём атакованные суда были или уничтожены, или сильно повреждены. Кроме того, пароходу «Россия» удалось 13 (25) января 1878 года захватить турецкий пароход с батальоном солдат и запасами продовольствия.

## Итоги
- Ход войны и последующие территориальные приобретения России согласно Сан-Стефанскому договору (розовая линия) и Берлинскому трактату (фиолетовая линия)